# Centro Recreativo y Deportivo Sengkang
El Centro Recreativo y Deportivo Sengkang (en chino: 盛港体育休闲中心; en tamil: விளையாட்டு மற்றும் பொழுதுபோக்கு மையம்; en inglés: Sengkang Sports and Recreation Centre) formalmente conocido como Complejo deportivo Sengkang, es un centro deportivo multipropósito en Anchorvale de Sengkang, Singapur. Estaba programado para abrir en finales de 2007] pero la inauguración se retrasó hasta mediados de finales de 2008. 
Situado en 4 hectáreas de terreno junto a Sungei Punggol, el Centro alberga un club comunitario, y cuenta con instalaciones deportivas que incluyen cuatro piscinas, y cinco toboganes de agua. 
El pabellón de deportes techado es capaz de acomodar a 12 espacios de bádminton, y también puede ser utilizado para el baloncesto y el voleibol. Posee asientos retráctiles, que permiten el uso flexible de la sala, con capacidad para 200 espectadores.